# Jacques Le Maréchal
Ne doit pas être confondu avec Claude Maréchal.
Pour les articles homonymes, voir Maréchal.
Jacques Moreau, dit Le Maréchal, né à Paris XVIe le 14 avril 1928 et mort le 7 avril 2016 à Paris XIIIe, est un poète, dessinateur, peintre et graveur français.

## Biographie
Jacques Le Maréchal est né en 1928 à Paris.
Après avoir écrit des poèmes, Jacques Le Maréchal réalise, à partir de 1952, des dessins « inextricables », puis des peintures à la fois transparentes et touffues qu'André Breton remarque. Cependant, il reste indépendant du groupe surréaliste.
Lors d'un séjour à Londres en 1955-1956, il découvre la gravure et ses techniques grâce à Robert Erskine.
Sa première exposition est organisée à Londres en 1955.
Il a été considéré par certains comme le « chef de file » du mouvement informel appelé « visionnaire » dont font partie, entre autres, Didier Mazuru, qui a photographié beaucoup de ses œuvres, Georges Rubel, qui a été son « élève », Jean-Pierre Velly, Yves Doaré, Mordecai Moreh… 

« Si quelques visions où l'apocalypse sévit, non par le feu, mais par la pétrification d'architectures fantastiques envahies de lichen, peuvent passer pour des prophéties pessimistes, l'espace fluide et lacté dans lequel se mêlent des machines à kermessee et des êtres à viscosité charnelle, transforme le cauchemar en fête. »

## Œuvres (sélection)
- New York autrefois Stalingrad, 1960, peinture
- La mécanique mange les maisons, peinture

Le catalogue raisonné a été publié aux éditions OGC de Michèle Broutta, Paris.

## Expositions

### Expositions personnelles
- 1993 : dernière exposition personnelle à la Galerie 1900-2000 (Marcel Fleiss)

### Expositions collectives
- 2007 : Du fantastique au visionnaire, au-delà du surréalisme, exposition organisée par Michèle Broutta, Rueil-Malmaison
- 2012 : Les Visionnaires[5], musée Panorama de Bad Frankenhausen (Allemagne)

#### Sur Le Maréchal
- Gaston Bachelard, préface en 1957 pour l'exposition au Terrain Vague chez Eric Losfeld.
- André Breton, préface pour l'exposition à la galerie Raymond Cordier en 1960, repris dans Le Surréalisme et la Peinture, 1965.
- André Pieyre de Mandiargues, présentation de l'artiste pour l'exposition « Le Maréchal et Guillain Siroux », galerie Inna Salomon, Paris, 1968 (repris in Troisième Belvédère, Paris, Gallimard, 1971).
- Alain Jouffroy, « Le Maréchal, un nouveau millénarisme », dans la revue XXe siècle, 1974.
- Édouard Glissant, préface « Vergers flamboyants » pour l'exposition personnelle à la Galerie du Dragon, 1988.

#### Sources générales
- René Passeron, « Jacques Le Maréchal », dans Adam Biro et René Passeron, Dictionnaire général du surréalisme et de ses environs, Fribourg (Suisse)/Paris, Office du livre/Presses universitaires de France, 1982, p. 243.
- Michel Random, L'Art visionnaire, Philippe Lebaud Éditeur, Paris, 1990.